# Listă de peșteri din Azerbaidjan

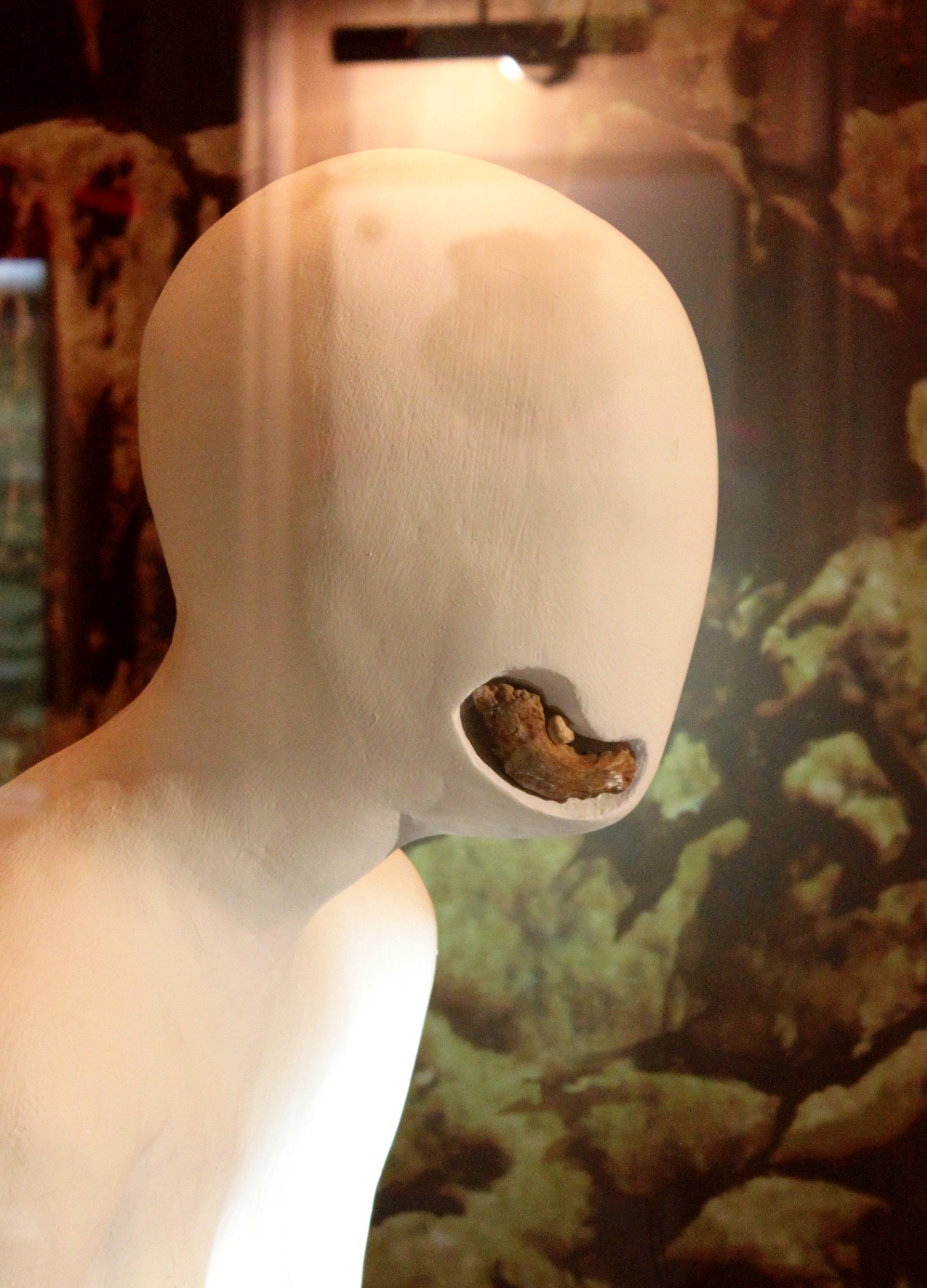
Maxilar al exemplarului uman timpuriu Azîhantrop găsite în Peștera Azâh, care este expus la Muzeul Național de Istorie a Azerbaidjanului.

În Azerbaidjan există mai multe peșteri naturale. Majoritatea acestor peșteri sunt peșteri carstice iar restul sunt peșteri vulcanice (tuneluri de lavă). Aceste peșteri au constituit primul refugiu și casele oamenilor primitivi.
Peștera Azâh este una dintre cele mai vechi așezări ale omului în Europa, cea mai veche așezare din spațiul postsovietic, situată în Azerbaidjan. În urma săpăturilor din peștera Azîh, arheologii au descoperit una din cele mai vechi așezări preistorice ale omului pe teritoriul Euroasiei din epoca paleoliticului (epoca de piatră). Aici, în stratul așel, alături de uneltele de munca și de resturile de mamifere, a fost descoperit un fragment al maxilarului omului fosil, Azîhantrop. Prin cercetarea straturilor din peștera Azîh s-a reușit sa se urmărească succesiunea epocilor paleoliticului inferior (doșel, șel și așel) și paleoliticului mediu (mustier).

## Listă de peșteri din Azerbaidjan
Lista nu include toate peșterile.
| Nume               | Numele original  | Loc               |
| ------------------ | ---------------- | ----------------- |
| Peștera Allar      | Allar mağarası   | Raionul Yardimli  |
| Peștera Eshabi Kef | Əshabi-Kəhf      | Raionul Babek     |
| Peștera Büzeyir    | Büzeyir mağarası | Raionul Lerik     |
| Peștera Zar        | Zar mağarası     | Raionul Kalbadjar |
| Peștera Kilit      | Kilit mağarası   | Raionul Ordubad   |
| Peștera Taglar     | Tağlar mağarası  | Raionul Hodjavend |
| Peștera Șiș Quzey  | Șiș Quzey        | Raionul Tovuz     |
| Peștera Șușa       | Șușa mağarası    | Raionul Șușa      |

## Listă a complexelor de peșteri din Azerbaidjan
Lista nu include toate complexele de peșteri.
| Nume                | Numele original      | Loc               |
| ------------------- | -------------------- | ----------------- |
| Peștera Azâh        | Azıx mağarası        | Raionul Hodjavend |
| Peștera Damajîlî    | Damcılı mağarası     | Raionul Qazax     |
| Peștera Daș Salahli | Daș Salahlı mağarası | Raionul Qazax     |
| Peștera Hadiqaib    | Hadiqaib mağarası    | Raionul Șarur     |
| Peștera Ugan        | Uğan mağarası        | Raionul Oguz      |
| Peștera Maraza      | Mərəzə mağarası      | Raionul Gobustan  |

## Galerie de imagini

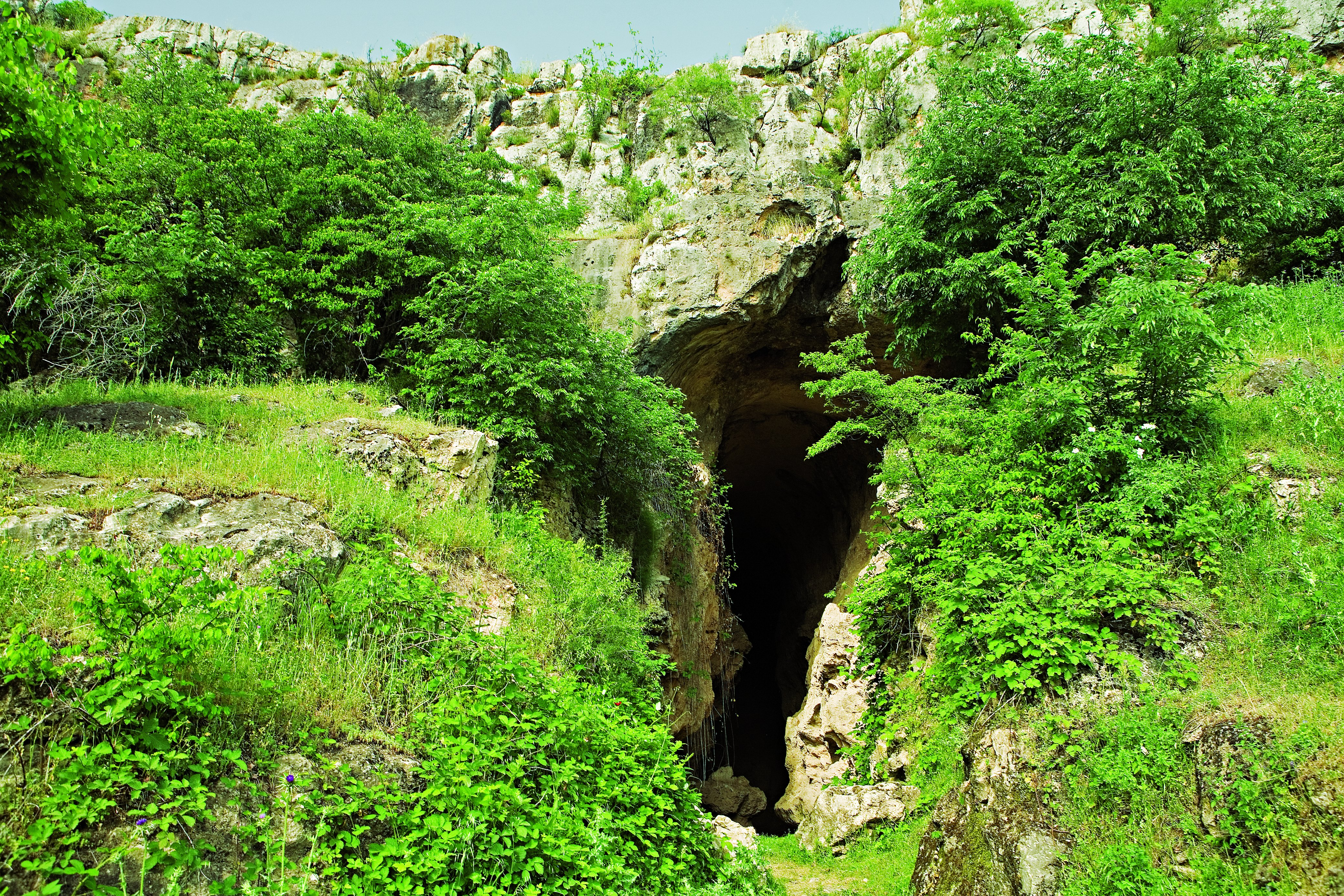
Intrarea în Peștera Azâh
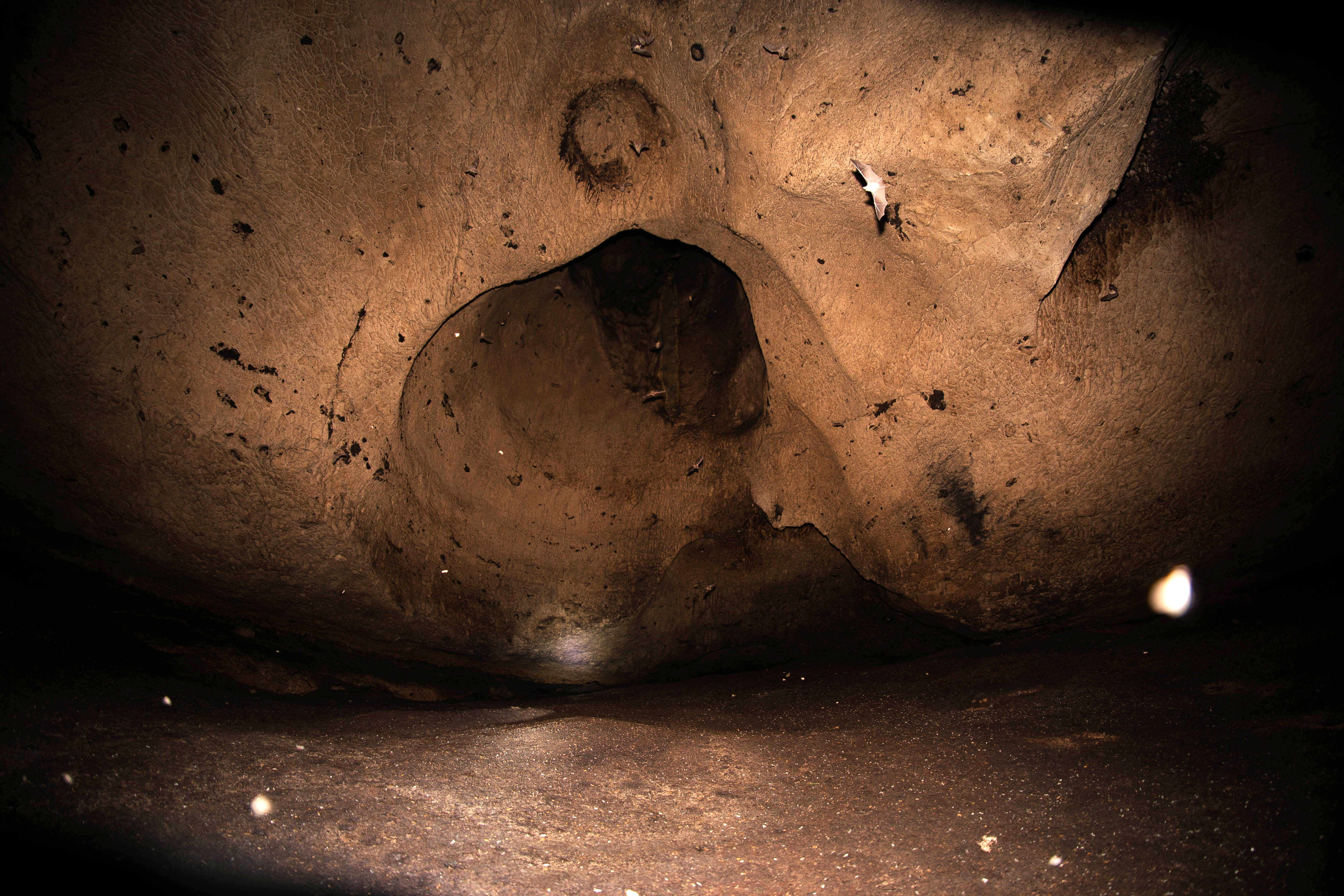
Lilieci în Peștera Azâh
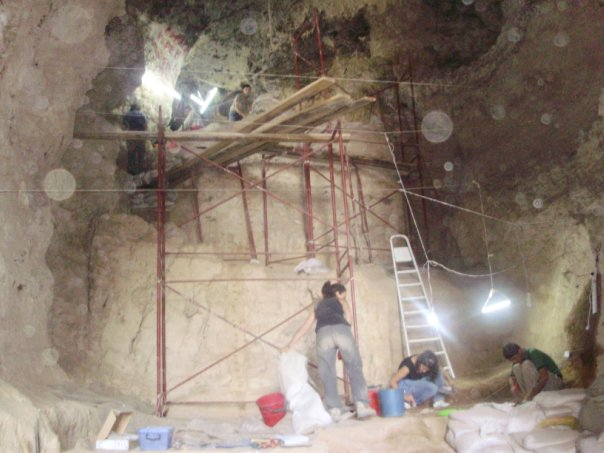
Săpături arheologice din Peșteri Azâh
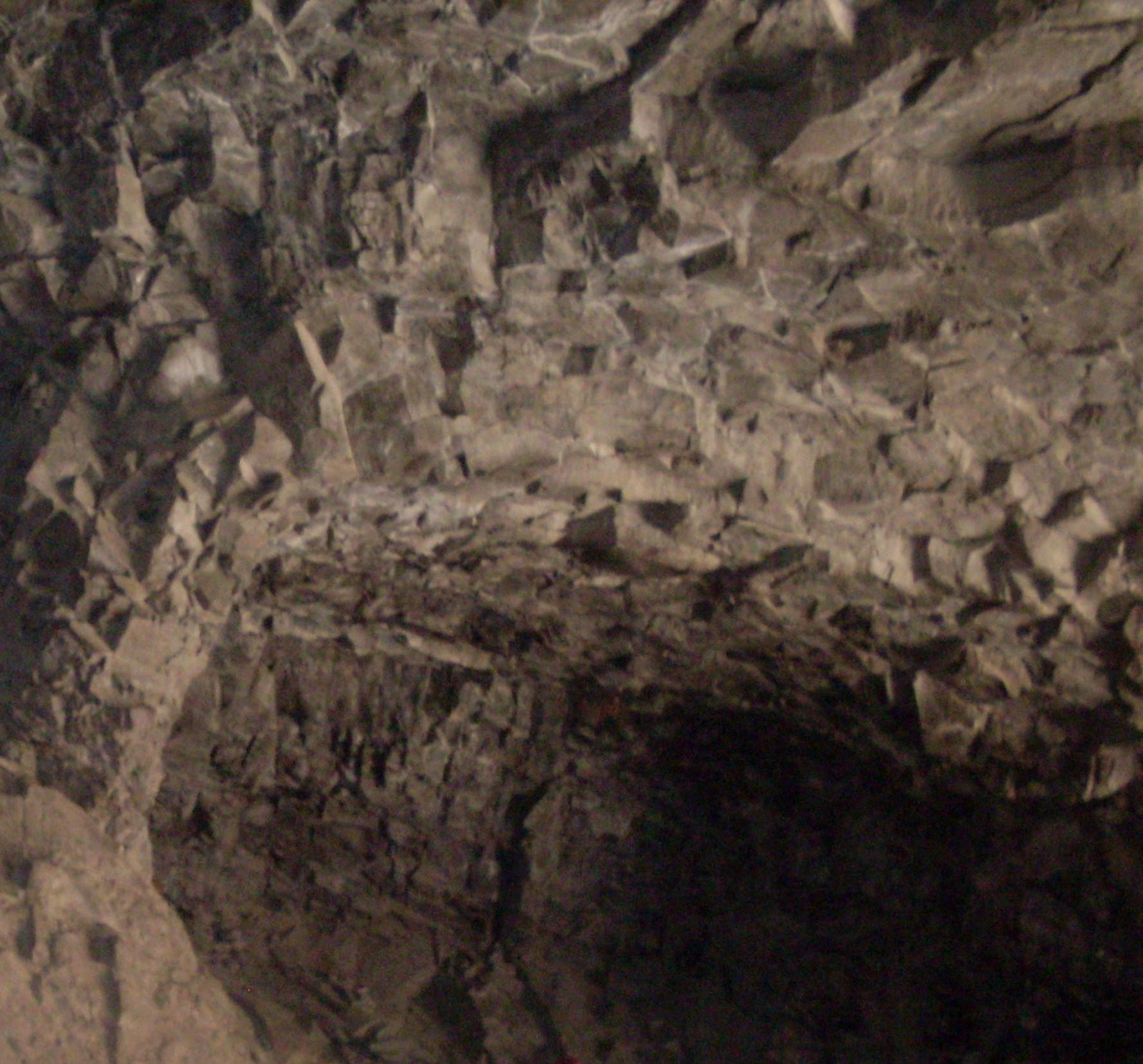
Peștera Eshabi Kef
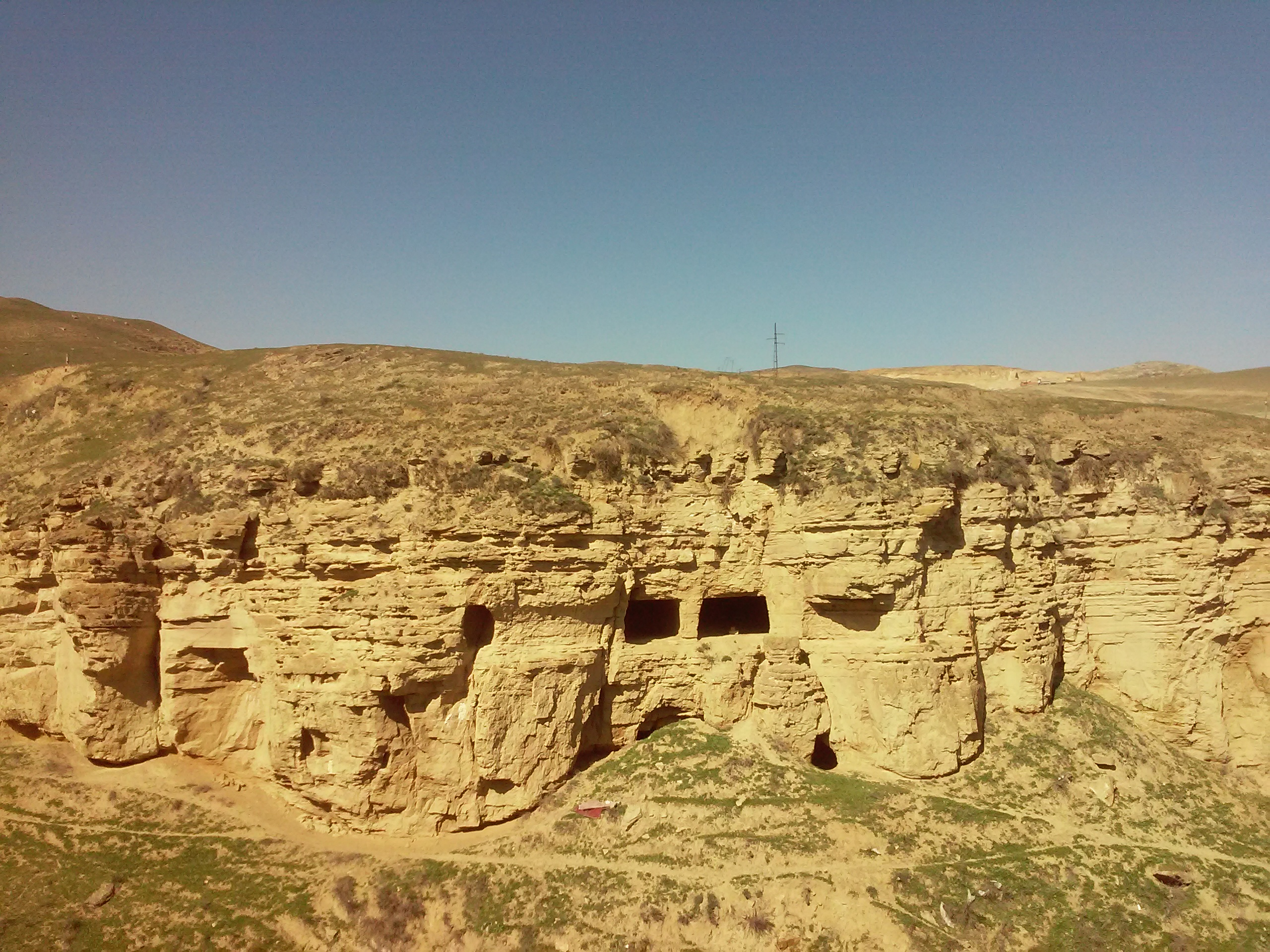
Peștera Maraza
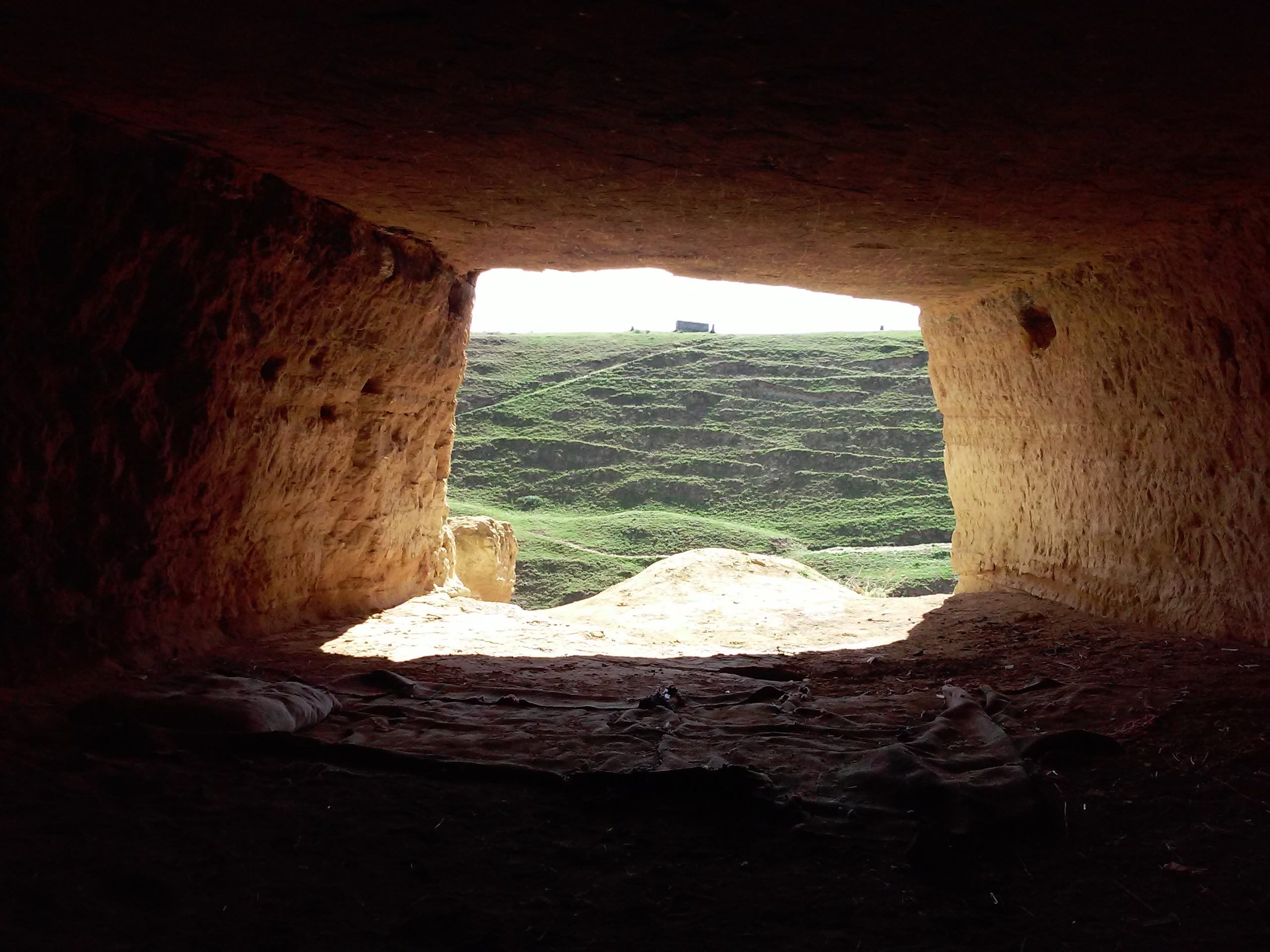
Interiorul Peștera Maraza
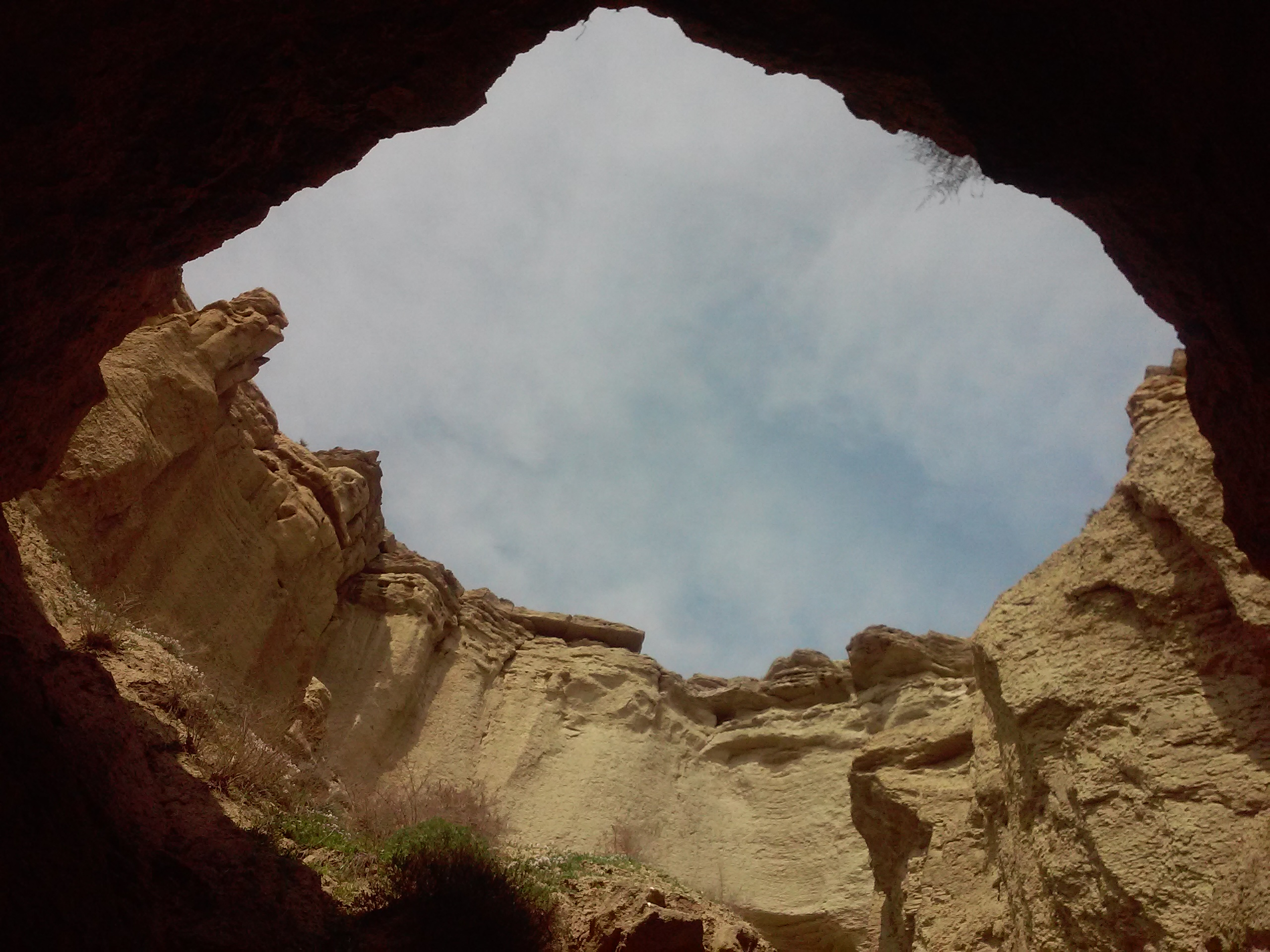
Peșteră carstică din Raionul Qaradagh
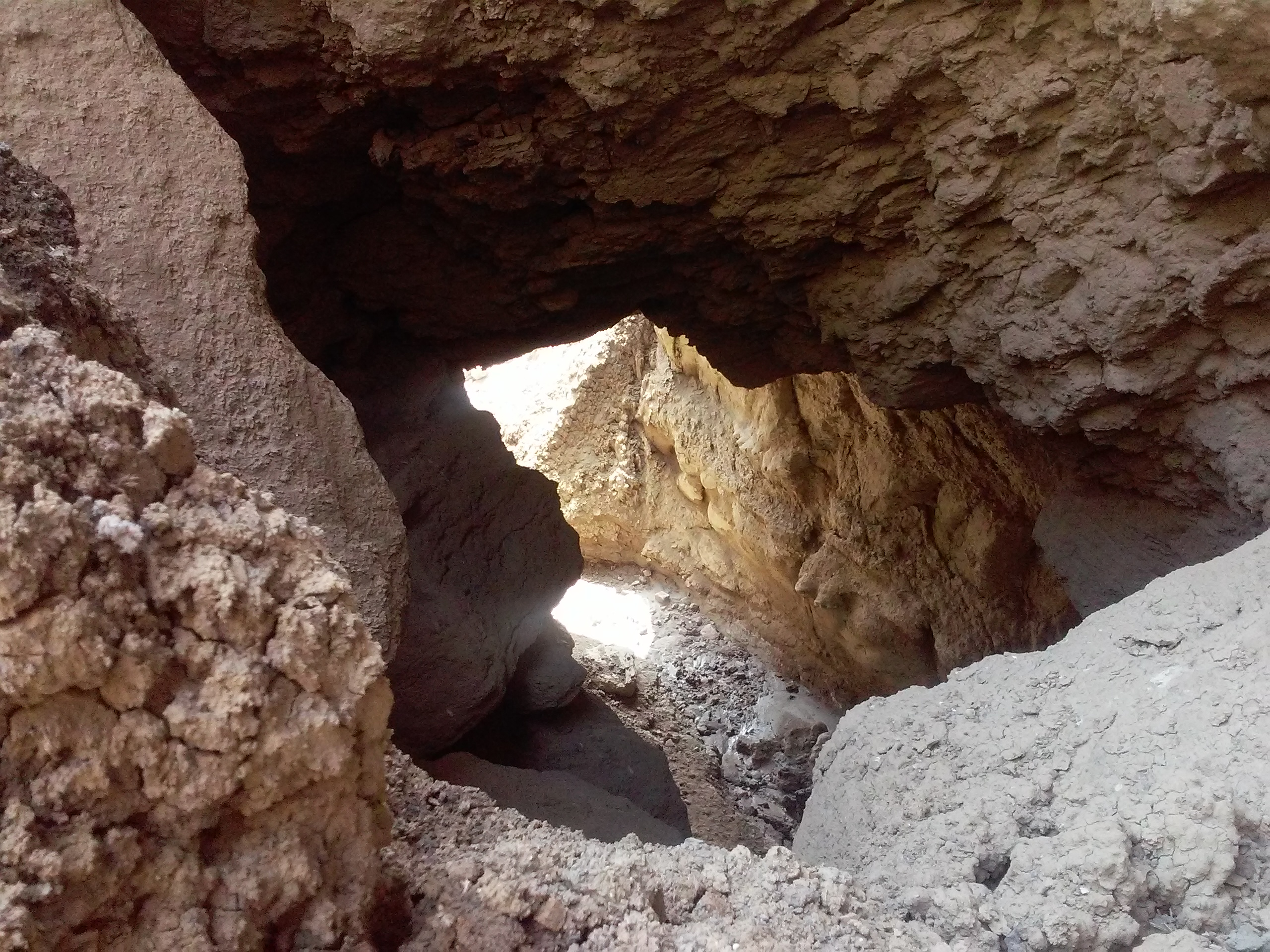
Peșteră în Raionul Qaradagh

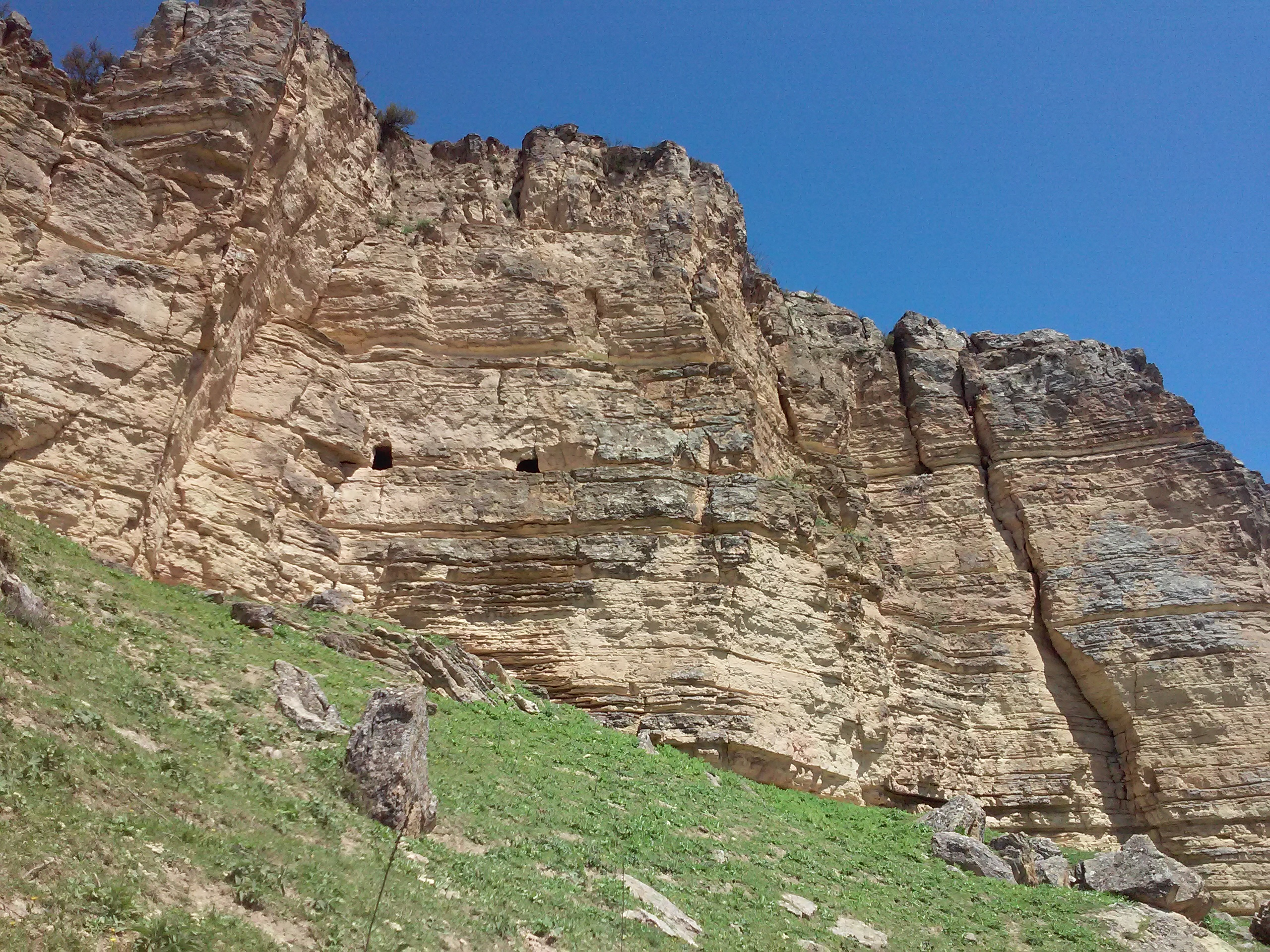
Peșteri din Raionul Gobustan